# Американо-кубинські відносини
Після проголошення незалежності від Іспанії в 1902 Куба де-факто стала протекторатом офіційного Вашингтона. Країна виграла від запровадження сухого закону в США, оскільки американські туристи охоче подорожували сюди в пошуках розваг і алкогольних напоїв. Заборона азартних ігор у Лас-Вегасі сприяла становленню цієї індустрії на острові. У 1950-х роках Кубу називали «столицею казино Карибського басейну». Під впливом туристів із США на острові стали популярними бейсбол, бокс і джаз. Окрім цього, країна стала улюбленим місцем відпочинку студентів із США. 
Дореволюційна Куба була однією з країн, найбільш залежних від США. Революція 1953-1959 рр. привела до  влади Фіделя Кастро. Націоналізація, операція в затоці Свиней, спроби здійснення якої мала ЦРУ задля повалення влади і встановлення проамериканської влади, зближення з Радянським Союзом, кубинська ракетна криза, торгове ембарго США та будівництво соціалізму на Кубі, - все це звело до мінімуму відносини між Кубою та Сполученими Штатами. 

## Потепління відносин
Фактично з часів Джиммі Картера, який заявив в 1977 р. про необхідність нормалізації зв'язків з Гаваною, жоден американський президент поки не сформулював чіткої дорожньої карти відносин.  Вашингтону довелося визнати фіаско політики тиску на Кубу. Парадигма дій в рамках концепції «викраденого суверенітету» (підтримка антикастровської еміграції у Флориді) залишилася в минулому. США не відмовляються від засудження порушень прав людини на Кубі, але не розширюють втручання у внутрішні справи цієї країни. Вашингтон визнав кубинський комуністичний уряд законним, таким, який здійснює суверенну волю народу. 
Анонсоване в грудні 2014 відновлення відносин дало Гавані можливість прискорити і економічні реформи, і політичну лібералізацію. Гавана і Вашингтон відновили прямий телефонний зв'язок і регулярне повітряне сполучення. Повноважні органи США зняли частину обмежень на туризм і банківські транзакції, почалися переговори про створення на Кубі американського підприємства з виробництва сільгосптехніки для приватних господарів. Незважаючи на «потепління», в Сполучених Штатах, вважають, що встановлення режиму представницької демократії та ринкової економіки на Кубі реально відбудеться  у посткастровський період . Тому Вашингтон закладає основи у створення сприятливих передумов для розвитку цього процесу. 
Оголошення президента США Барака Обами в грудні 2014 року про згортання торгового ембарго та інших американських санкцій стало початком періоду потепління у відносинах між двома сусідніми країнами. Брати Кастро привітали це рішення, заявивши, що це – «позитивний крок до миру в регіоні». У 2015 році США і Куба відновили дипломатичні відносини та обмінялися диппредставництвами. Ініціатива попереднього президента дозволила відновити дипломатичні відносини двох країн, послабила обмеження на ведення бізнесу на Кубі для американських компаній, розширила можливості відвідування Острова Свободи американськими туристами, а також допомогла багатьом нелегальним іммігрантам узаконити своє перебування в США. У 2015-2016 рр. на Кубі було значно розширено доступ до мережі Інтернет для громадян, запроваджено домашній Інтернет і публічні точки Wi-Fi. Однак, Куба все ж залишається однією з найменших представлених у мережі країн світу. Однією з причин, що підштовхнули Кубу до поліпшення діалогу зі Сполученими Штатами, стала політична і економічна дестабілізація у Венесуелі (головного торгового партнера Куби), що відбулася після смерті Уго Чавеса і різкого падіння світових цін на нафту. Президент Сполучених Штатів Б. Обама декларував неминучість скасування ембарго «майбутньою адміністрацією, будь вона демократичною чи республіканською». Доля ембарго багато в чому залежатиме від політики нової адміністрації США на чолі з Д. Трампом і від спільної позиції іспаномовної діаспори. Однак, це сподівання себе не виправдало. 

### Позиція демократів і республіканців
На сьогодні існують певні розбіжності у підходах до Куби між демократичною і республіканською партіями США. Демократи, розуміють, що на кубинському ринку можна розвиватися, незважаючи на режим, тому у 2014 році було розроблено стратегію «взаємодії» з урядом країни. В її основу було закладено стимулювання розвитку ринкових відносин на Кубі і лібералізації її економіки, що в довгостроковій перспективі мало сприяти встановленню лояльного Вашингтону уряду. Позиція Б. Обами не була взята зі стелі, а ґрунтувалася на векторі економічного розвитку Куби, який після розпаду СРСР йде шляхом реформ. Сьогодні економіка революційного острова повільно від планового сектора господарства до приватно-капіталістичного, основу її розвитку становлять цукрова промисловість, туризм і сфера послуг. Всього лише 10 років тому країна почала масово підключатися до Інтернету і мобільного зв'язку, що також є перспективним торговим напрямом для американського капіталу. Республіканці, навпаки, дотримуються традиційної стратегії «тиску», насамперед спрямованої на зміну політичного режиму, за яким повинні слідувати сприятливі економічні зміни. 
Один з найбільш послідовних критиків політики Барака Обами сенатор від Флориди кубино-американець Марко Рубіо наполягав на проведенні вільних виборів на Кубі. Він також звинуватив президента Сполучених Штатів в тому, що своїм візитом на Кубу той «легітимізував» диктаторський антиамериканський режим. При цьому слід визнати, що кубинська діаспора в Сполучених Штатах сьогодні вже не настільки політизована і налаштована антикастровськи, як це було в 60-ті роки і пізніше. Змінилися покоління, з'явилися нові потоки іммігрантів, більшість з яких покинули країну не з ідейних, а економічних міркувань. Багато офіційних осіб в Америці, включаючи і самого президента, усвідомили неефективність політики тиску, віддаючи перевагу більш м'якому підходу у відносинах з Кубою. Сполучені Штати все ще не готові до повернення кубинцям території Гуантанамо, тоді як «статус-кво» продовжує обмежувати національну гордість кубинців.

## Д. Трамп і "кубинський розворот"
Новий проект Держдепартаменту, спрямований на «просування вільного та незареєстрованого потоку інформації на Кубі» обурив президента Куби Р. Кастро. На його думку, цей проект ставив за мету порушення суверенітету і ведення підривної діяльності в державі. У відповідь на це, виступаючи в Маямі, президент США Дональд Трамп гостро розкритикував комуністичну владу Куби, обвинуватив у порушенні прав людини і заявив, що скасовує «односторонню угоду», підписану його попередником Б. Обамою, на що влада Куби відповіла, що нова політика американської адміністрації нівелює прогрес, досягнутий за останні 2 роки. Проте, уряд Куби підтверджує свою готовність «продовжувати взаємоввічливий діалог і співпрацю з питань, що становлять взаємний інтерес». 
Чіткої та послідовної позиції щодо Куби у Трампа, цілком ймовірно, немає. Так, 15 листопада 1999 року, виступаючи перед ветеранами військової Бригада 2506 (підрозділ, сформований урядом США з кубинських емігрантів, що був задіяний у поваленні режиму Фіделя Кастро під час операції в затоці Кочінос 1961 року) він заявив, що є палким прихильником економічного ембарго, а також не має наміру займатися бізнесом на Кубі. Ця заява абсолютно не заважала компанії Трампа таємно порушувати закон про ембарго, будувати готелі і казино на острові Свободи з 1998 року, інвестуючи в комуністичний уряд Фіделя Кастро не менше 70 тис. дол. Незадовго передвиборчої гонки, майбутній президент сказав, що «концепція з відкриття Куби просто прекрасна. Однак на етапі політичної боротьби за Білий дім Д. Трамп пообіцяв виборцям скасувати угоду, укладену попереднім президентом. 
Політична нестабільність в Венесуелі, криза «лівого руху» в більшості країн Латинської Америки, завершення в 2016 році громадянської війни в Колумбії разом з економічними проблемами на Кубі зумовило сприятливий базис для «остаточного тиску» на Кубу. Саме цій політиці, в теорії, повинен відповідати новий курс Д. Трампа. Однак, зміцнюючи економічну і політичну ізоляцію Острова Свободи, Сполученим Штатам слід зважати на Китай - другого за величиною кубинського торгового партнера.
Д. Трамп відходить від політики Обами лише частково. Посольство США, відкрите в Гавані за попереднього президента, продовжить свою роботу. Адміністрація нового президента також не вводитиме обмеження на грошові перекази, здійснювані багатьма кубинцями на батьківщину. Цілком імовірно, що США продовжать співпрацю з Кубою у сфері інформатизації острова. Однак слід очікувати посилення імміграційного законодавства, зменшення фінансування науково-технічного співробітництва, а також згортання деяких програм в галузі безпеки.
Найбільше постраждають сфера послуг і туристичний бізнес внаслідок суворих правил для приватних поїздок американців на Кубу. Подорож на Острів Свободи тепер буде можлива для американців тільки в складі туристичної групи і через турфірму, схвалену урядом Сполучених Штатів. За допомогою тиску на туристичний сектор адміністрація Д. Трампа прагне послабити вплив кубинського військового конгломерату, який контролює значну частину економіки Куби, в тому числі 60% готельного бізнесу країни. Однак насправді така політика завдасть більшої шкоди дрібним підприємцям і простим кубинцям. Збиток кубинським військовим структурам, як і економіці країни в цілому, буде несуттєвим, оскільки туристичний сектор Куби ніколи не залежав від американського клієнта, а орієнтується на канадських та західноєвропейських відвідувачів. 

## Яке ж майбутнє двосторонніх відносин?
Оголошена мета нової політики Трампа полягає в тому, щоб змусити кубинський уряд зважати на дотримання прав людини. З цією метою президент визначив критерії змін, які призведуть до зменшення санкцій у США: «Ми не будемо скасувати санкції щодо кубинського режиму, доки не будуть звільнені всі політичні в'язні, дотримана свобода зборів і вираження поглядів, легалізовані усі політичні партії, і заплановане проведення вільних виборів». Міжнародна амністія та правозахисна організація Human Rights Watch попередили, що відмова від політики Обами завдасть більше шкоди у сфері дотримання прав людини на Кубі, аніж користі.
Незважаючи на таку позицію Д. Трампа щодо Куби, нещодавно делегація членів Конгресу США від демократичної партії здійснила поїздку на Кубу в рамках заходів щодо нормалізації американо-кубинських відносин, розпочатої в 2014 році. На зустрічі були обговорені актуальні проблеми двосторонніх відносин, в тому числі «звукові атаки» на американських дипломатів, в яких була запідозрена влада Куби. Під час чотириденної поїздки делегація поспілкувалася з представниками малого бізнесу та інших громадських галузей. Делегати закликали посилити заходи по нормалізації відносин, незважаючи на позицію чинного президента США.